# KTHNY-Theorie
Die KTHNY-Theorie beschreibt Schmelzen von Kristallen in zwei Dimensionen. Der Name stammt von den Anfangsbuchstaben der Nachnamen von John Michael Kosterlitz und David J. Thouless bzw. Bertrand Halperin, David R. Nelson und A. Peter Young, welche die Theorie entwickelten. Sie ist neben den Ising-Modell in 2D und dem XY-Modell in 2D eine der wenigen Beschreibungen von Phasenübergängen, die analytisch lösbar ist und Übergangstemperaturen bei {\displaystyle T>0} vorhersagt.

## Idee
Die Theorie beschreibt die Dissoziation von topologischen Defekten, welche die Ordnung des Kristalls zerstören. Michael Kosterlitz und David Thouless bekamen 2016 den Nobelpreis für Physik für die Beschreibung mittels Renormierungsgruppe, wie thermisch angeregte virtuelle Dislokationen den Kristall beim Erwärmen zunehmend weich machen. Der Schermodul verschwindet, wenn sie komplett dissoziieren. David Nelson und Bertrand Halperin haben gezeigt, dass die resultierende hexatische Phase noch keine isotrope Flüssigkeit ist: Die Orientierungsordnung verschwindet erst, wenn eine zweite Klasse von topologischen Defekten, die Disklinationen dissoziieren. Unabhängig davon hat Peter Young den kritischen Exponenten der divergierenden Korrelationslänge beim Phasenübergang kristallin zu hexatisch berechnet.
Die KTHNY-Theorie sagt zwei kontinuierliche Phasenübergänge vorher, d. h. es gibt keine Umwandlungsenthalpie und es tritt keine Phasenkoexistenz auf. Die Phasen können anhand ihrer unterschiedlichen diskreten oder kontinuierlichen Ordnungen bzw. Symmetrien bezüglich Translation und Orientierung unterschieden werden. Der eine Phasenübergang trennt die feste Phase mit quasi-langreichweitige Translationsordnung und langreichweitiger Orientierungsordnung von der hexatischen Phase, die kurzreichweitige Translationsordnung und quasi-langreichweitig Orientierungsordnung hat. Der andere Phasenübergang trennt die hexatischen Phase von der isotropen Flüssigkeit, in welcher Translations- und Orientierungsordnung kurzreichweitig sind. Da die Energieunterschiede zwischen den jeweiligen thermodynamischen Phasen am Übergang verschwindet, ist das System von sogenannten kritischen Fluktuationen dominiert. Das bedeutet, dass geordnete und ungeordnete Bereiche räumlich und zeitlich stark fluktuieren. Die Größe der Bereiche wächst in der Nähe der jeweiligen Phasenübergänge sehr stark an, bis sie an der Übergangstemperatur divergieren. Am Phasenübergang zeigen die Muster der symmetriegebrochen Bereiche gegenüber jenen der Hochsymmetriephase ein fraktales Muster. Fraktale sind längenskaleninvariant, d. h. sie sehen auf beliebiger Längenskala oder beliebigem Vergrößerungsfaktor gleich aus (dies gilt auf allen Skalen größer als der interatomare Abstand). Diese Skaleninvarianz ist die Voraussetzung, die Renormierungsgruppe zur Beschreibung der Phasenübergänge zu nutzen. Beim Übergang von der Hoch- in die Tieftemperaturphase tritt spontane Symmetriebrechung auf. Anders als beim Schmelzen und Frieren von dreidimensionalen Kristallen müssen die Symmetriebrüche für Translations- und Orientierungssymmetrie nicht bei der gleichen Temperatur stattfinden, da die zwei Arten von topologischen Defekten die Ordnung bei unterschiedlichen Temperaturen zerstören können.

### Hintergrund
Michael Kosterlitz und David Thouless versuchten in ihren Arbeiten einen Widerspruch über zweidimensionale Kristalle aufzulösen: Einerseits besagt das Mermin-Wagner-Theorem, dass es in zwei Dimensionen für kontinuierlich Ordnungsparameter keine spontane Symmetriebrechung gibt. Für 2D Kristalle bedeutet dies, dass es keine perfekte langreichweitige Periodizität geben darf. Die ersten Molekulardynamik-Simulation von Bernie Alder und Thomas E. Wainwright zeigten jedoch Kristallisation in 2D. Implizit ist mit der KTHNY-Theorie, die zwei Symmetriebrüche vorhersagt, die Definition eines 2D Kristalls modifiziert worden: Langreichweitige Periodizität ist kein notwendiges Kriterium für einen endlichen Schermodul, wie amorphe Festkörper schon zeigen. Laut KTHNY-Theorie reicht die Existenz eines Schermoduls um einen Festkörper in 2D zu definieren, was Quasikristalle in die Definition mit einschließt.

### Strukturfaktor

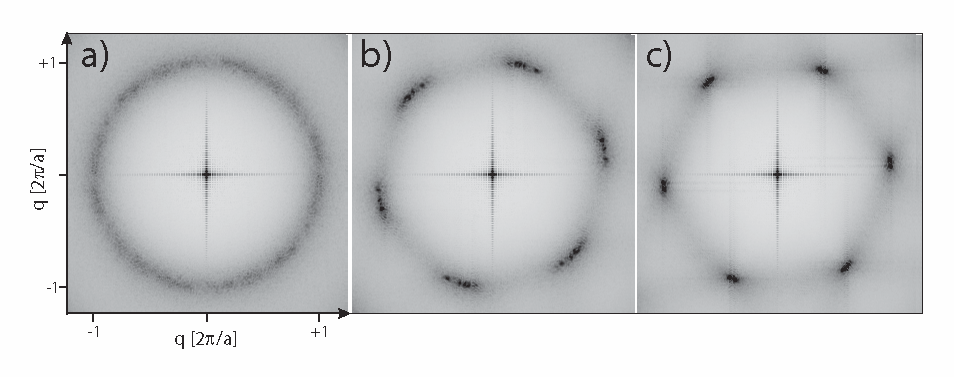
Strukturfaktor der a) isotropen Flüssigkeit, b) der hexatischen Phase, c) eines Kristalls in zwei Dimensionen

Die drei verschiedenen thermodynamischen Phasen und ihre jeweiligen Ordnungszustände und Symmetrien lassen sich mit dem Strukturfaktor
{\displaystyle S({\vec {q}})={\frac {1}{N}}\langle \sum _{ij}e^{-i{\vec {q}}({\vec {r}}_{i}-{\vec {r}}_{j})}\rangle }
visualisieren. Die Doppelsumme läuft über alle Positionen der Teilchenpaare i und j, die eckige Klammer bedeutet eine zeitliche Mittelung über verschiedene Konfigurationen. In der isotropen Flüssigkeit sieht man konzentrische Ringe bei {\displaystyle q=2\pi /a}, wenn {\displaystyle a=1/{\sqrt {\rho }}} der mittlere Partikelabstand gewonnen aus der 2D Teilchendicht {\displaystyle \rho } ist. In der kristallinen Phase findet man sechszählige Symmetrie, welche aus der langreichweitigen Orientierungsordnung herrührt. Da die Translationsordnung wegen des Mermin-Wagner-Theorems aber nur quasilangreichweitig ist, haben die Peaks keine beliebig spitze Form ({\displaystyle \delta }-peaks) wie in 3D, sondern laut Theorie die Form einer Lorenzkurve. Die hexatische Phase zeichnet sich durch sechs Kreissegmente aus, welche die quasilangreichweitige Orientierungsordnung widerspiegeln. Die Strukturfaktoren in der Abbildung sind aus den Positionen der Partikel aus einer Monolage von Kolloiden berechnet (die Kreuze bei hohen Intensitäten sind Artefakte aus dem endlichen räumlichen (quadratischen) Bildausschnitts beim Berechnen der Fouriertransformation).

### Wechselwirkung der Dislokationen

Wenn der Elastizitätsmodul erreicht, verschwindet die Elastizität diskontinuierlich und der Kristall schmilzt

Um das Schmelzen des Kristalls aufgrund der Dissoziation der Dislokationen zu analysieren, startet man von der Energie {\displaystyle H_{lok}} als Funktion des Abstandes zwischen zwei Dislokationen:
{\displaystyle H_{lok}=-{\frac {a^{2}E}{8\pi }}\sum _{k\neq l}{\Big [}{\vec {b}}({\vec {r}}_{k})\cdot {\vec {b}}({\vec {r}}_{l})\ln {\frac {\Delta {\vec {r}}_{k,l}}{a}}-{\frac {[{\vec {b}}({\vec {r}}_{k})\cdot \Delta {\vec {r}}_{k,l}][{\vec {b}}({\vec {r}}_{l})\cdot \Delta {\vec {r}}_{k,l}]}{\Delta r_{i,j}^{2}}}{\Big ]}+E_{c}\cdot N_{lok}}
Die Doppelsumme läuft über alle Positionen der Defektpaare {\displaystyle k} und {\displaystyle l}, {\displaystyle \Delta {\vec {r}}_{k,l}={\vec {r}}_{k}-{\vec {r}}_{l}} misst den jeweiligen Abstand der Dislokationen. {\displaystyle {\vec {b}}} ist der Burgersvektor und bestimmt die Orientierung der Dislokation am Orte {\displaystyle {\vec {r}}_{k}}. Derart bewirkt der zweite Term in der eckigen Klammer, dass sich Dislokationspaare aus energetischen Gründen bevorzugt antiparallel ausrichten. Dieser Term kann für weitere Berechnungen bei großen Abständen der Defekte gut vernachlässigt werden. Wichtig ist der logarithmische Term (erster Term der Klammer), der beschreibt, wie die Energie eines Dislokationspaares mit wachsendem Abstand divergiert. Da es einen kürzesten Abstand für Dislokationspaare gibt, gegeben durch den mittleren Teilchenabstand {\displaystyle a}, verhindert die Skalierung des Dislokationsabstandes mit {\displaystyle a}, dass {\displaystyle \ln {\frac {\Delta {\vec {r}}_{k,l}}{a}}} negativ werden kann. Die Stärke der Wechselwirkung ist proportional zum Elastizitätsmodul {\displaystyle E}, der die Steifigkeit des Kristallgitters angibt. Damit ein Dislokationspaar entsteht, braucht es eine kleine Verschiebung der Atome zueinander, kleiner als der mittlere Teilchenabstand {\displaystyle a}. Die dazugehörige diskrete Energie {\displaystyle E_{c}} muss für jede der {\displaystyle N_{lok}} Disklinationen mitgezählt werden (letzter Term).
Ein anschauliches Argument für den logarithmischen Term ist, dass die Stärke der Verzerrung um eine isolierte Dislokation mit {\displaystyle \propto {\frac {1}{r}}} mit dem Abstand abfällt. In Hookscher Näherung ist Verzerrung linear in der elastischen Spannung. Die Energie erhält man durch einmaliges Integrieren der Spannung, was den Logarithmus liefert. Die logarithmische Abstandabhängigkeit ist der Grund, warum die KTHNY-Theorie eine der wenigen Theorien für Phasenübergänge ist, die analytisch lösbar sind: In der statistischen Physik muss die Zustandssumme berechnet werden, d. h. die Wahrscheinlichkeitsverteilung für alle möglichen Konfigurationen von Dislokationspaaren, gegeben durch einen Boltzmann-Faktor {\displaystyle e^{\frac {H_{lok}}{k_{B}T}}}. Hierbei ist {\displaystyle k_{B}T} die thermische Energie mit der Boltzmann-Konstanten. Für die Mehrheit der Probleme der statistischen Physik ist die Zustandssumme wegen der enorm großen Anzahl von Partikeln/Freiheitsgraden nicht lösbar. Mit der logarithmische Energiefunktion der Dislokationen {\displaystyle H_{lok}} und der e-Funktion als Umkehrfunktion im Boltzmann-Faktor ist dies für die KTHNY-Theorie anders.

#### Beispiel
Es soll das mittlere Abstandsquadrat zweier Dislokationen als Observable bestimmt werden, wobei die Wechselwirkung vereinfacht und nur der dominierende logarithmische Term betrachtet wird:
{\displaystyle \langle r^{2}\rangle ={\frac {\int r^{2}\cdot e^{-{\frac {Ea\ln(r/a)}{4\pi k_{B}T}}}d^{2}r}{\int e^{-{\frac {Ea\ln(r/a)}{4\pi k_{B}T}}}d^{2}r}}\sim {\frac {2-{\frac {E\cdot a}{4\pi k_{B}T}}}{4-{\frac {E\cdot a}{4\pi k_{B}T}}}}}
Für tiefe Temperaturen geht das Abstandsquadrat gegen Null {\displaystyle \langle r^{2}\rangle \to 0}, die Dislokationen annihilieren und der Kristall ist frei von Defekten. Wird hingegen der Nenner Null, divergiert dieser Ausdruck {\displaystyle \langle r^{2}\rangle \to \infty }. Das passiert, wenn {\displaystyle {\frac {E\cdot a}{4\pi k_{B}T}}=4} ist. Wenn der Abstand der Dislokationen divergiert, bedeutet das, dass sie dissoziiert sind und kein gebundenes Paar mehr bilden. Für diesen Fall ist der Kristall geschmolzen. Die Schmelztemperatur {\displaystyle T_{m}} ist durch den Elastizitätsmodul bestimmt:
{\displaystyle {\frac {E\cdot a}{k_{B}T_{m}}}=16\pi }
Die dimensionslose Größe {\displaystyle 16\pi } stellt eine universelle Konstante für das Schmelzen in zwei Dimensionen dar und ist völlig unabhängig von der Art des Systems. Das hiesige Beispiel betrachtet nur ein isoliertes Paar von Dislokationen. Im Allgemeinen werden viele Dislokationen beim Schmelzen entstehen und der Elastizitätsmodul wird von der Temperatur abhängig. Diese Rückkopplung der Dislokationen auf den Elastizitätsmodul beschreibt die Renormierungsgruppe.

### Renormierung der Elastizität
Beim Erwärmen des Kristalls werden in der Nähe der Schmelztemperatur aufgrund von thermischen Fluktuationen lokal virtuelle Dislokationspaare entstehen. Virtuell bedeutet, dass die mittlere thermische Energie noch nicht ausreicht, die Dislokationen zu dissoziieren; für kurze Zeiten können sie jedoch lokal entstehen, bevor sie wieder Annihilieren. Obwohl sie wieder verschwinden, haben sie einen messbaren Effekt auf die Elastizität, sie machen den Kristall weicher. Das Prinzip ist völlig analog zur Renormierung der elektrischen Ladung in der Quantenelektrodynamik wo virtuelle Elektron-Positron-Paare als Quantenfluktuation des Vakuums die nackte Ladung des Elektrons/Protons abschirmen. Anschaulich gesprochen: Ist der Kristall wegen der Anwesenheit von virtuellen Dislokationen weicher, steigt die Entstehungswahrscheinlichkeit (Fugazität) {\displaystyle y} von neuen virtuellen Dislokationen, proportional zum Boltzmann-Faktor der diskreten Energie eines Dislokationspaares {\displaystyle y=e^{\frac {E_{C}}{k_{B}T}}}. Sind weitere virtuelle Dislokationen vorhanden, machen sie den Kristall weicher, ist der Kristall weicher steigt wiederum die Fugazität und so weiter …. Mathematisch etwas exakter haben David Nelson, Bertrand Halperin und unabhängig davon Peter Young die Rekursionsgleichungen für die Fugazität und die Elastizität abgeleitet, indem sie die Renormierungsgruppe benutzten: In der Nähe des Phasenüberganges ist das System kritisch, was bedeutet, dass es auf allen Längenskalen {\displaystyle \gg a} selbstähnlich ist. Wird nun eine Längenskalentransformation um den Faktor {\displaystyle l} gemacht {\displaystyle E\to E(l)} und {\displaystyle y\to y(l)}, muss das System identisch aussehen, insbesondere muss die Energiefunktion der Dislokationen forminvariant sein. Nachdem aber nicht nur ein Dislokationspaar, sondern viele sich gegenseitig abschirmende Dislokationen (die das System weicher machen) nach einer Längenskalentransformation (in einem größeren Ausschnitt des Kristalls) betrachtet wird, wird diese zusätzliche Weichheit in der renormierten (reduzierten) Elastizität kompensiert. Die Rekursionsgleichung für den Elastizitätsmodul und die Fugazität lauten:
{\displaystyle {\frac {dE^{-1}(l)}{dl}}={\frac {3}{2}}\pi y^{2}e^{E(l)/8\pi }I_{0}{\Big (}E(l)/8\pi {\Big )}-{\frac {3}{4}}\pi y^{2}e^{E(l)/8\pi }I_{1}{\Big (}E(l)/8\pi {\Big )}}
{\displaystyle {\frac {dy(l)}{dl}}={\Big (}2-{\frac {E(l)}{8\pi }}{\Big )}y(l)+2\pi y^{2}e^{E(l)/16\pi }I_{0}{\Big (}E(l)/8\pi {\Big )}}
Analoge Rekursionsgleichungen lassen sich für den Schermodul und den Kompressionsmodul aufschreiben, {\displaystyle I_{0}} und {\displaystyle I_{1}} sind jeweils Besselfunktionen. Für verschiedene Startwerte laufen diese Rekursionformeln in zwei „Richtungen“, {\displaystyle y\to 0} heißt keine Defekte, das System ist kristallin und {\displaystyle y\to \infty }, heißt beliebig viele Defekte, das System ist flüssig. Der Fixpunkt des Systems liefert {\displaystyle y=0} bei {\displaystyle E_{R}/k_{B}T=16\pi }, nun aber mit dem renormierten Elastizitätsmodul {\displaystyle E_{R}} statt dem unrenormierten. In der Abbildung ist der Elastizitätsmodul als Funktion der dimensionslosen Kopplungsstärke {\displaystyle \Gamma } geplotted. {\displaystyle \Gamma } ist das Verhältnis der abstoßenden Energie zwischen zwei Partikeln zur thermischen Energie (welche in diesem Experiment konstant gelassen wurde) und kann als Druck oder als inverse Temperatur aufgefasst werden. Die schwarze Kurve ist eine thermodynamische Berechnung eines perfekten hexagonalen Kristalls bei {\displaystyle T=0}. Die blaue Kurve ist aus Computersimulationen und zeigt einen reduzierten Elastizitätsmodul aufgrund von Gitterschwingungen bei {\displaystyle T>0}. Die rote Kurve ist die Renormierung entsprechend der Rekursionsgleichungen, sie fällt bei {\displaystyle 16\pi } zu Null ab. Die türkisfarbenen Punkte sind Messungen der Elastizität einer kolloidalen Monolage, sie bestätigen die Schmelztemperatur bei {\displaystyle E_{R}=16\pi }.

### Wechselwirkung der Disklinationen

Die Frank-Konstante in der hexatischen Phase: Beim Übergang zur isotropen Flüssigkeit fällt sie unter, beim Übergang zum 2D Kristall divergiert sie

Nach der Dissoziation von Dislokationen ist das System in der hexatischen Phase. Um das weitere Schmelzen der hexatischen Phase in die isotrope Flüssigkeit aufgrund der Dissoziation der Disklinationen zu analysieren, lassen sich analoge Überlegungen anstellen. Man startet von der Energie {\displaystyle H_{kli}} als Funktion des Abstandes zwischen zwei Disklinationen:
{\displaystyle H_{kli}=-{\frac {K_{A}\cdot \pi }{36}}\sum _{k\neq l}s({\vec {r}}_{k})\cdot s({\vec {r}}_{l})\ln {\frac {\Delta {\vec {r}}_{k,l}}{a}}+E_{s}\cdot N_{kli}}
Dominierend ist wieder der logarithmische Term des Abstand der einzelnen Disklinationen. Das Vorzeichen der Wechselwirkung, d. h. die Anziehung oder Abstoßung wird durch die Windungszahl {\displaystyle +\pi /3} und {\displaystyle -\pi /3} der fünf- bzw. siebenzähligen Disklinationen bestimmt, derart dass sich 'Ladungen' mit unterschiedlichem Vorzeichen anziehen. Die allgemeine Stärke der Wechselwirkung wird durch die Steifigkeit gegen Verdrillung gesetzt, in Anlehnung an die Theorie der Flüssigkristalle Frankkonstante {\displaystyle F_{A}} genannt. {\displaystyle E_{s}} ist die diskrete Verzerrungsenergie, die nötig ist um aus einer Dislokation zwei Disklinationen zu machen. Für das Abstandsquadrat der Disklinationen lassen sich völlig analoge Rechnungen anstellen, nur der Vorfaktor muss entsprechend ersetzt werden. Es divergiert, wenn {\displaystyle {\frac {F_{A}\cdot \pi }{36}}=4} ist. Sind die Disklinationen ungebunden, ist das System aus der hexatischen Phase in die isotrope Flüssigkeit übergegangen, die Übergangstemperatur {\displaystyle T_{m}} ist durch die Frankkonstante gegeben:
{\displaystyle {\frac {F_{A}}{k_{B}T_{i}}}=72/\pi }
Auch die Konstante {\displaystyle 72/\pi } ist ebenfalls eine universelle Konstante. Die Abbildung zeigt die Messung der Torsionssteifigkeit einer kolloidalen Monolage; Die Frankkonstante fällt bei {\displaystyle T_{i}} unter diese universelle Konstante.

### Kritische Exponenten
Kontinuierliche Phasenübergänge (solche 2. oder höherer Ordnung nach Ehrenfest-Notation) zeigen kritische Fluktuationen geordneter und ungeordneter Bereiche in der Nähe des Phasenüberganges. Die geeignet gewählten Korrelationslängen divergieren in 3D typischerweise algebraisch {\displaystyle \xi =\xi _{0}{\Big (}{\frac {T-T_{c}}{T_{c}}}{\Big )}^{-\nu }}
mit {\displaystyle T_{c}} als Übergangstemperatur und {\displaystyle \nu } als kritischem Exponenten. Eine weitere Besonderheit der Kosterlitz-Thouless-Übergänge ist, dass die Korrelationslängen der Translations- und Orientierungskorrelationsfunktion (siehe hexatische Phase) exponentiell divergieren:
{\displaystyle \xi =\xi _{0}\cdot e^{{\Big (}{\frac {T-T_{c}}{T_{c}}}{\Big )}^{-\nu }}}
mit dem kritischen Exponenten {\displaystyle {\bar {\nu }}=0{,}36963\dots } für die Divergenz am kristallin - hexatisch Übergang laut Renormierungsgruppentheorie. D. Nelson und B. Halperin haben vorhergesagt, dass auch die Frankkonstante bei {\displaystyle T_{m}} exponentiell mit {\displaystyle {\bar {\nu }}} divergiert. Die rote Kurve der Abbildung zeigt einen exponentiellen Fit des kritischen Verhaltens mit {\displaystyle {\bar {\nu }}=0{,}35\pm 0{,}02}. Dieser Wert ist im Rahmen der Fehlerbalken mit der KTHNY-Theorie vereinbar. Für die Divergenz am hexatisch - isotrop Übergang sagt die Theorie {\displaystyle \nu =0{,}5} voraus. Dieser glatte Wert ist mit Molekularfeldtheorien (mean-field-theory) vereinbar und bedeutet, dass keine Renormierung der Frankkonstante nötig ist, d. h. die zunehmende Abschirmung von Disklinationspaaren nicht betrachtet werden muss - dies ist schon hinreichend durch Dislokationen übernommen worden, von denen es bei {\displaystyle T_{i}} viele gibt. Experimente lieferten einen Wert von {\displaystyle \nu =0{,}5\pm 0{,}03}.
Alternative theoretische Modelle zum zweidimensionalen Schmelzen wurden u. a. von S. T. Chui sowie M. A. Glaser und N. Clark aufgestellt. Im Unterschied zur KTHNY-Theorie existiert hier jedoch keine hexatische Phase. Der Nachweis der hexatischen Phase ist sowohl experimentell, als auch über Computersimulationen gelungen. Für kurzreichweitige Teilchenwechselwirkung liefern Simulationen (etwas von der KTHNY-Theorie abweichend) für den hexatisch - isotorp Übergang, dass er schwach erster Ordnung ist.